# جوجولندز
جوجولندز (به انگلیسی: The JoJoLands) مجموعه مانگا ژاپنی نوشته و تصویرگری شده توسط هیروهیکو آراکی است که نهمین قوس داستانی از مجموعه ماجراجویی عجیب و غریب جوجو محسوب می‌شود. داستان در ایالت هاوایی آمریکا در دهه ۲۰۲۰ جریان دارد و دربارهٔ جودیو جوستار، گانگستر نوجوانی است که قصد ثروتمند شدن دارد. این مجموعه توسط شوئیشا در مجله اولترا جامپ از ۱۷ فوریه ۲۰۲۳ در حال انتشار است.